# Кастелето Молина
Кастелето Молина (итал. Castelletto Molina) је насеље у Италији у округу Асти, региону Пијемонт.
Према процени из 2011. у насељу је живело 100 становника. Насеље се налази на надморској висини од 233 м.

## Становништво
| 1936. | 1951. | 1961. | 1971. | 1981. | 1991. | 2001. | 2011. |
| ----- | ----- | ----- | ----- | ----- | ----- | ----- | ----- |
| 486   | 412   | 283   | 226   | 207   | 165   | 169   | 184   |